# Tuttiola vandalusica
Tuttiola vandalusica är en fjärilsart som beskrevs av Lederer 1852. Tuttiola vandalusica ingår i släktet Tuttiola och familjen juvelvingar. Inga underarter finns listade i Catalogue of Life.